# Blåsmark
Blåsmark är en tätort i Piteå kommun som ligger cirka 15 kilometer sydväst om centrala Piteå. 
Blåsmark ligger mellan Piteå och Hemmingsmark. Under 2017 lade Skanova ner det kopparbaserade telenätet på orten.

## Befolkningsutveckling
| Befolkningsutvecklingen i Blåsmark 1960–2020 | Befolkningsutvecklingen i Blåsmark 1960–2020 | Befolkningsutvecklingen i Blåsmark 1960–2020 | Befolkningsutvecklingen i Blåsmark 1960–2020 | Befolkningsutvecklingen i Blåsmark 1960–2020 |
| -------------------------------------------- | -------------------------------------------- | -------------------------------------------- | -------------------------------------------- | -------------------------------------------- |
|                                              |                                              |                                              |                                              |                                              |
| År                                           |                                              |                                              | Folkmängd                                    | Areal (ha)                                   |
| 1960                                         | 1960                                         |                                              | 241                                          | 50                                           |
| 1965                                         | 1965                                         |                                              | 217                                          | 50                                           |
| 1975                                         | 1975                                         |                                              | 281                                          |                                              |
| 1980                                         | 1980                                         |                                              | 354                                          |                                              |
| 1990                                         | 1990                                         |                                              | 367                                          | 62                                           |
| 1995                                         | 1995                                         |                                              | 374                                          | 62                                           |
| 2000                                         | 2000                                         |                                              | 346                                          | 62                                           |
| 2005                                         | 2005                                         |                                              | 332                                          | 62                                           |
| 2010                                         | 2010                                         |                                              | 339                                          | 64                                           |
| 2015                                         | 2015                                         |                                              | 299                                          | 57                                           |
| 2020                                         | 2020                                         |                                              | 274                                          | 56                                           |
| Anm.: Tallbacken utbruten 2015.              |                                              |                                              |                                              |                                              |